# Magiskt tal (fysik)

Nuklidkarta

Magiska tal är inom kärnfysik vissa särskilda neutron- och protontal i atomkärnor där kärnans grundtillstånd är mer stabilt än i grann-nuklider. Sådana kärnor kallas själva för magiska kärnor. Magiska tal kan förklaras av kärnskalmodellen. På grundval av detta är stabilitetsöar för atomnummer utöver de naturligt förekommande grundämnena förutsagda.
De sju mest kända magiska talen är:
2, 8, 20, 28, 50, 82, 126 (talföljd A018226 i OEIS)
De ovanliga stabila isotoperna med magiska tal gör att transuraner kan skapas med mycket stora kärnor som inte sönderfaller extremt snabbt till skillnad från övriga kärnor med liknande höga atomnummer. Tunga isotoper där antalet nukleoner motsvaras av magiska antal förutsägs existera i en stabilitetsö. Till skillnad från de magiska talen 2–126, som realiseras i sfäriska kärnor, förutsäger teoretiska beräkningar att kärnor i stabilitetsön är deformerade. Innan detta realiserades högre magiska tal baserade på enkla beräkningar som antar sfäriska former:
184, 258, 350, 462 (talföljd A033547 i OEIS)
Dessa genereras av formeln {\displaystyle 2({\tbinom {n}{1}}+{\tbinom {n}{2}}+{\tbinom {n}{3}})} (se Binomialkoefficient). Det är nu förutsagt att följden av sfäriska magiska tal inte kan förlängas på detta sätt. Vidare förutsagda magiska tal är:
Protoner: 114, 122, 124, 164
Neutroner: 184, 196, 236, 318

## Termens ursprung
Enligt Steven A. Moszkowski (en student till Maria Goeppert-Mayer) myntades uttrycket ”magiska tal” av Eugene Wigner:
| ”                      | Wigner trodde också på vätskedroppmodellen, men han erkände, från Maria Mayers arbete, mycket starka bevis för de slutna skalen. Det föreföll lite som magi för honom, och det är hur ordet ”magiska tal” myntades. | „ |
| – Steven A. Moszkowski | |   |

## Stabilitetsegenskaper
Nedanstående observerade egenskaper anses bero på större stabilitet:
- Grundämnen med magiska atomnummer förekommer relativt rikligt i universum (helium, syre, kalcium, nickel), har ett relativt stort antal stabila isotoper och har instabila isotoper med längre halveringstider (tenn, bly).
- Bindningsenergin per nukleon är särskilt hög, vilket exempelvis framgår av att högenergiskt alfa- och betasönderfall sker i riktning mot magiska kärnor.
- En magisk kärnas första exciterade tillstånds excitationsenergi är särskilt hög.
- Kärnor med magiska protontal har ett särskilt stort antal stabila isotoper, och likaså finns ett stort antal stabila isotoper av kärnor med magiska neutrontal.
- Kärnans träffyta vid neutroninfångning är särskilt liten, liksom den vid neutroninfångningen frigjorda energin.
- Kärnans grundtillstånds kvadrupolmoment har minima vid de magiska talen, vilket indikerar en relativt symmetrisk fördelning av den sfäriska elektriska laddningen.

Det magiska talet 126 har hittills endast observerats för neutroner eftersom nuklider med ett sådant högt atomnummer (protontal) inte förekommer naturligt och ännu inte har syntetiserats artificiellt (se Unbihexium).
Som ett exempel, visar den medföljande bilden en nuklidkarta med färgkodning av tvärsnittet för neutroninfångning. De magiska proton- och neutrontalen framhävs av dubbla linjer. Det är uppenbart att detta tvärsnitt i magiska kärnor vanligtvis är litet – kärnorna långt ifrån magiska tal har dock större tvärsnitt.

## Dubbelt magiska kärnor
Kärnor med både ett magiskt proton- och neutrontal kallas för ”dubbelt magiska kärnor”, och är särskilt stabila mot sönderfall. Exempel på dubbelt magiska kärnor är:
42He, 168O, 4020Ca, 4820Ca, 4828Ni, 5628Ni, 7828Ni, 10050Sn, 13250Sn och 20882Pb
Dubbelmagiska effekter kan tillåta förekomsten av stabila isotoper som annars skulle vara oförväntade. Ett exempel är 40Ca, med 20 protoner och 20 neutroner, vilket är den tyngsta stabila isotopen med samma antal protoner och neutroner. Både 48Ca och 48Ni är dubbelt magiska eftersom 48Ca har 20 protoner och 28 neutroner, medan 48Ni har 28 protoner och 20 neutroner. 48Ni, som upptäcktes 1999, är den mest protonrika kända isotopen bortom 3He. Den andra ytterligheten är 78Ni som också är dubbelt magisk, med 28 protoner och 50 neutroner – ett förhållande som endast har observerats i mycket tyngre grundämnen bortsett från tritium med en proton och två neutroner (78Ni: 28/50 = 0,56; 238U: 92/146 = 0,63).
Skaleffekter av magiska tal ses i vanligt förekommande grundämnen: 4He är bland de mest förekommande (och stabila) kärnorna i universum och 208Pb är den tyngsta stabila nukliden.
Magiska effekter kan uppehålla instabila nuklider från sönderfall så snabbt som annars skulle ha förväntats. Exempelvis är nukliderna 100Sn och 132Sn dubbelt magiska tennisotoper som är instabila, och representerar slutpunkter bortom vilka stabiliteten sjunker snabbt.
270Hs, med 108 protoner och 162 neutroner, upptäcktes december 2006 av ett internationellt team under ledning av Münchens tekniska universitet. 270Hs, med en halveringstid på 22 sekunder, kan utgöra en stabilitetsö, och kan även vara dubbelt magisk.

## Härledning
Magiska tal bestäms typiskt genom empiriska studier; om kärnpotentialens form är känd kan Schrödingerekvationen lösas för nukleonernas rörelser och energinivåerna bestämmas. Kärnskal sägs förekomma när separationen mellan energinivåerna är signifikant större än den lokala genomsnittliga separationen.
I kärnskalmodellen, motsvaras ett magiskt tal av det antal nukleoner vid vilket ett skal är fyllt. Exempelvis innebär det magiska talet 8 att energinivåerna för 1s1/2, 1p3/2, 1p1/2 är fyllda eftersom det finns ett stort energigap mellan 1p1/2 och de följande högre energinivåerna för 1d5/2.
Elektronskalsanalogin till nukleära magiska tal är de elektronantal som leder till "hopp" i jonisationspotentialen. Dessa uppträder för ädelgaserna helium, neon, argon, krypton, xenon och radon. Därför kan man säga att de "atomära magiska talen" är 2, 10, 18, 36, 54, 86 och 118. Liksom hos kärnans magiska tal förväntas dessa att ändras i den supertunga regionen på grund av effekter av spinn-bankoppling som påverkar de underliggande skalens energinivåer. Sålunda förväntas copernicium (112) och flerovium (114) bryta mot Madelungs regel och vara "ädlare" än oganesson (118) (som skulle varit nästa ädelgas på tur). Nästa "ädelgas" därefter förväntas av Pekka Pyykkö "uppträda" vid atomnummer 172 i stället för 168.
År 2010 gavs en alternativ förklaring av magiska tal som tar hänsyn till symmetri. Baserat på bråkförlängning av standardrotationsgruppen bestämdes grundtillståndets egenskaper (inklusive magiska tal) för metallkluster och kärnor samtidigt analytiskt. En specifik potentiell term är inte nödvändig i den här modellen.

## Kärnor med stort neutronöverskott
Nya experimentella resultat tyder på att, utöver de ovan nämnda magiska talen, förekommer ytterligare i kärnor med mycket stort neutronöverskott. Detta innebär att skalmodellen för sådana ”exotiska” kärnor måste förfinas.